# Elezioni amministrative in Italia del 1986
Nel 1986 si votò in Italia per il rinnovo di alcuni consigli provinciali e comunali. Ad Andria si votò l'11 e il 12 maggio, mentre in altri comuni siciliani, calabresi e pugliesi, le elezioni furono tenute il 14 e il 15 dicembre.

## Risultati nei comuni capoluogo

### Andria
- Data: 11-12 maggio

| Liste                                                  | Voti | %    | Seggi |
| ------------------------------------------------------ | ---- | ---- | ----- |
| Partito Comunista Italiano (PCI)                       |      | 30,6 | 13    |
| Democrazia Cristiana (DC)                              |      | 29,6 | 13    |
| Partito Socialista Italiano (PSI)                      |      | 19,8 | 8     |
| Movimento Sociale Italiano - Destra Nazionale (MSI-DN) |      | 7,0  | 3     |
| Partito Socialista Democratico Italiano (PSDI)         |      | 6,3  | 2     |
| Lista Civica (dissidenti DC)                           |      | 3,2  | 1     |
| Partito Repubblicano Italiano (PRI)                    |      | 1,9  | -     |
| Partito Liberale Italiano (PLI)                        |      | 1,1  | -     |
| Totale                                                 |      |      | 40    |